# Amélie Rigard
Amélie Rigard, en religion Sœur Julie (1854-1925), est une religieuse française.
Elle est entrée à la Congrégation des Sœurs de Saint-Charles de Nancy ayant pour patron Saint Charles Borromée.

## Biographie
Sa famille est originaire  de Sainte-Geneviève, village situé sur l'une des collines du Grand-Couronné.
Elle nait le 16 février 1854 à Landremont et entre en religion à vingt-et-un ans à Nancy. Après ses vœux religieux, elle est  affectée successivement à Dole, Plombières, puis à nouveau à Dole et Sainte-Menéhould. Elle prend la tête l'hospice de Saint-Matthieu de Nancy à l'âge de 42 ans, avant sa nomination à celui de Gerbéviller en 1912. C'est en ce lieu que le 24 août 1914, avec les autres sœurs, elle soigne et nourrit les soldats blessés et tient l'hospice qui fut l'un des rares bâtiments à résister à la destruction de la ville.
Au début de la guerre, les Allemands sont stoppés au pont sur la Mortagne à Gerbéviller. Le village est bombardé. Un millier de blessés français (civils et militaires) et allemands sont conduits à l'hospice. Un officier allemand exige de pénétrer dans le bâtiment et menace de le brûler, mais sœur Julie lui tient tête et réussit à le convaincre que l'hospice n'abrite que des blessés, dont des Allemands, et obtient qu'il soit épargné.
Le président de la République, Raymond Poincaré, en visite à Gerbéviller le 29 novembre 1914, décernera la légion d'honneur à "l'infirmière de l’hospice-ambulance de Gerbéviller". Une citation à l'ordre de l'Armée lui sera également attribuée.
Après guerre elle continue son service auprès des habitants de Gerbéviller où elle meurt en mai 1925.